# Кун Линхуэй
Кун Линхуэ́й (кит. упр. 孔令辉, пиньинь Kǒng Lìnghuī, р. 18 октября 1975) — китайский спортсмен, игрок в настольный теннис, двукратный олимпийский чемпион.

## Биография
Кун Линхуэй родился в 1975 году в Харбине, является представителем 76-го поколения потомков Конфуция. С 6 лет начал играть в настольный теннис, в 1986 году вошёл в сборную провинции, в 1991 — в национальную сборную. На Олимпийских играх 1996 года стал обладателем золотой медали в парном разряде, на Олимпийских играх 2000 года завоевал серебряную медаль в парном разряде и золотую — в одиночном.
Обладатель восьми чемпионских титулов на чемпионатах мира с 1995 года по 2005 год.
С 2013 года возглавил женскую сборную Китая по настольному теннису.
В 2017 году во время Чемпионата мира по настольному теннису в Дюссельдорфе был отстранен от должности главного тренера женской сборной в связи с иском Сингапурского казино по поводу невыплаченного денежного долга.